# Seal Cove, Fortune Bay (Terra Nova e Labrador)
Seal Cove é uma pequena cidade localizada na província canadense de Terra Nova e Labrador, mais precisamente em Fortune Bay. De acordo com o censo canadense de 2016, a cidade tinha uma população de 242 habitantes.